# Azerbaïdjan aux Jeux olympiques d'hiver de 1998
Cet article contient des informations sur la participation et les résultats de l'Azerbaïdjan aux Jeux olympiques d'hiver de 1998 à Nagano au Japon. Elle était représentée par quatre athlètes dans une discipline. C'est la 1re participation du pays aux Jeux olympiques d'hiver.

## Engagés

### Patinage artistique

#### Hommes
| Athlète         | Épreuve             | Court  | Court | Libre  | Libre | Totale | Totale |
| Athlète         | Épreuve             | Points | Place | Points | Place | Points | Place  |
| --------------- | ------------------- | ------ | ----- | ------ | ----- | ------ | ------ |
| Igor Pashkevich | Patinage artistique | 11.00  | 13    | 10.50  | 15    | 21.50  | 16     |

#### Femmes
| Athlète         | Épreuve             | Court  | Court | Libre  | Libre | Totale | Totale |
| Athlète         | Épreuve             | Points | Place | Points | Place | Points | Place  |
| --------------- | ------------------- | ------ | ----- | ------ | ----- | ------ | ------ |
| Julia Vorobieva | Patinage artistique | 11.00  | 18    | 14.00  | 16    | 25.00  | 16     |

#### Couples
| Athlète                            | Épreuve         | Obligatoire | Obligatoire | Court/Original | Court/Original | Libre  | Libre | Totale | Totale |
| Athlète                            | Épreuve         | Points      | Place       | Points         | Place          | Points | Place | Points | Place  |
| ---------------------------------- | --------------- | ----------- | ----------- | -------------- | -------------- | ------ | ----- | ------ | ------ |
| Inga Rodionova Aleksandr Anichenko | Danse sur glace | 3.00        | 17          | 10.50          | 19             | 14.00  | 18    | 27.50  | 18     |